# シビル・アクション
『シビル・アクション』（原題：A Civil Action）は、1998年制作のアメリカ合衆国の映画。
1980年代にマサチューセッツ州ウーバンで起きた環境汚染に対する損害賠償訴訟に関わった弁護士ジャン・シュリクマンの活動をまとめたジョナサン・ハー原作のノンフィクションを映画化。
ロバート・デュヴァルが第5回全米映画俳優組合賞助演男優賞を受賞したほか、第71回アカデミー助演男優賞にノミネートされるなど高い評価を受けた。コンラッド・L・ホールもアカデミー撮影賞にノミネートされた。

## あらすじ
ボストンで弁護士を開業しているジャン・シュリットマンはある日、ラジオの生番組出演中での法律相談コーナーにかかってきた電話の内容に興味を持つ。それは、ニューイングランドのある田舎町で起きている大企業による環境汚染問題に関するものだった。
田舎町の健康被害に遭っている住人と企業の和解に持ち込んで多額の報酬を得ようと目論んだジャンはこの話に乗り、住民側の弁護人となって裁判を引き受ける。しかし、企業側の弁護人ファッチャーの狡猾な術中にはまり敗訴、隠蔽工作の中で僅かな証拠を得る為、弁護士事務所の経費なども裁判関係に投入、スタッフは雇えなくなり、加えて私財までも使い果たしてしまう。
絶望の中でジャンは金ではなく、正義と弁護士としての信念を取り戻し、自らのプライドをかけて再び法廷での闘いに挑むのだった。

## キャスト
| 役名                     | 俳優                                | 日本語吹替 |
| ------------------------ | ----------------------------------- | ---------- |
| ジャン・シュリットマン   | ジョン・トラボルタ                  | 井上和彦   |
| ジェリー・ファッチャー   | ロバート・デュヴァル                | 坂口芳貞   |
| アル・ラブ               | ジェームズ・ガンドルフィーニ        | 手塚秀彰   |
| ジョン・ライリー         | ダン・ヘダヤ                        | 廣田行生   |
| スキナー判事             | ジョン・リスゴー                    | 土師孝也   |
| ジェームズ・ゴードン     | ウィリアム・H・メイシー             | 納谷六朗   |
| アン・アンダーソン       | キャスリーン・クインラン            | 野沢由香里 |
| ケヴィン・コンウェイ     | トニー・シャルーブ                  | 岩崎ひろし |
| ビル・クロウリー         | ジェリコ・イヴァネク                | 大滝寛     |
| ウィリアム・チーズマン   | ブルース・ノリス                    | 家中宏     |
| ニール                   | ピーター・ジェイコブソン            | 桐本琢也   |
| キャシー                 | メアリー・マラ                      | 浜野ゆうき |
| ピンダー                 | スティーヴン・フライ                |            |
| リチャード               | デヴィッド・ソーントン              | 村治学     |
| グレンジャー             | ダニエル・フォン・バーゲン          |            |
| アル・ユースティス       | シドニー・ポラック                  | 小山武宏   |
| ラジオの野球アナウンサー | トニー・ポープ （声のみ）           |            |
| バンクラプシー判事       | キャシー・ベイツ （クレジットなし） |            |